# La gang che non sapeva sparare
La gang che non sapeva sparare (The Gang That Couldn't Shoot Straight) è un film del 1971 diretto da James Goldstone, con Jerry Orbach, Lionel Stander e un giovane Robert De Niro in uno dei primi ruoli della sua carriera.
È tratto dal best seller omonimo del 1969 di Jimmy Breslin.

## Trama
New York: due bande di grassatori italiani si fronteggiano in modo maldestro e pasticcione. Tra colpi a sorpresa (una delle due bande utilizza anche un leone) una delle due prevale sull'altra.

## Produzione e commenti
- Il ruolo di Mario Trantino, affidato a De Niro, era stata pensato in origine per Al Pacino;
- In ruoli minori appaiono diversi caratteristi quali Burt Young, Joe Santos e Michael V. Gazzo, anch'essi attivi in seguito, in pellicole a sfondo gangster